# Fosforo bianco
Il fosforo bianco è una delle tre forme allotropiche del fosforo. È un solido molecolare costituito da tetraedri P4, uniti da forze di Van der Waals. La distanza P-P nei tetraedri è 2,21 Å con angoli di 60°: questo genera tensioni interne alla struttura di circa 100 kJ/mol, che la rendono la meno stabile delle forme allotropiche. È di aspetto ceroso, fonde a 44,1 °C (317,2 K) formando un liquido incolore che bolle a 282 °C (555 K). È tossico per ingestione e inalazione, provoca necrosi ossea e viene conservato sott'acqua o azoto in quanto a 40 °C (313 K), esposto all'aria, brucia.

## Utilizzo nei fiammiferi
I primi fiammiferi prodotti industrialmente dal chimico inglese John Walker a partire dal 1827, avevano una serie di problemi, tra cui l'odore prodotto dalla combustione particolarmente sgradevole. Nel 1831 il chimico francese Charles Sauria pensò di aggiungere del fosforo bianco alla miscela di Walker per eliminare il cattivo odore. 
Purtroppo, questi fiammiferi erano pericolosi sia per i fabbricatori che per gli utilizzatori a causa della tossicità del fosforo bianco. La ricerca di un suo sostituto che fosse innocuo portò all'invenzione dei cosiddetti fiammiferi di sicurezza.
I fiammiferi svedesi o di sicurezza furono inventati nel 1844 da Gustaf Erik Pasch e migliorati da Johan Edvard Lundström circa dieci anni dopo. La sicurezza derivava sia dall'aver sostituito il pericoloso fosforo bianco con il più innocuo fosforo rosso, sia dal fatto che il fiammifero si accendeva solo se sfregato sulla apposita superficie presente sulla scatola.
Tuttavia la produzione dei fiammiferi di sicurezza era più costosa rispetto a quella dei fiammiferi basati sul fosforo bianco, che pertanto continuarono ad essere i più venduti fino a che non vennero approvate leggi che li proibirono. La Finlandia vietò i fiammiferi al fosforo bianco nel 1872; la Danimarca nel 1874; la Svezia nel 1879; la Svizzera nel 1881 e i Paesi Bassi nel 1901.
Nel 1906 a Berna, in Svizzera, fu raggiunto un accordo, la Convenzione di Berna, per proibire l'uso di fosforo bianco nei fiammiferi. Questo accordo portò ogni paese a varare leggi che vietassero l'uso di tale sostanza nei fiammiferi. Gli Stati Uniti non vararono una legge in tal senso, ma introdussero nel 1913 una tassa punitiva sui fiammiferi basati sul fosforo bianco. India e Giappone li misero al bando nel 1919, la Cina nel 1925.

## Utilizzo del fosforo bianco come arma
La convenzione sulle armi chimiche non considera il fosforo bianco un'arma chimica, sebbene alcuni paesi lo facciano. Negli ultimi anni, gli Stati Uniti ed Israele hanno usato fosforo bianco in combattimento (né Israele né gli USA hanno ratificato il protocollo III della convenzione su certe armi convenzionali contro le armi incendiarie).
Il fosforo bianco a contatto con l'ossigeno presente nell'aria produce anidride fosforica generando calore. L'anidride fosforica reagisce violentemente con composti contenenti acqua e li disidrata producendo acido fosforico. Il calore sviluppato da questa reazione brucia la parte restante del tessuto molle. Il risultato è la distruzione completa del tessuto organico.
È utilizzato nelle bombe incendiarie al fosforo, le quali, secondo le convenzioni internazionali, possono essere utilizzate solamente a scopo di illuminazione, per spaventare o per nascondere le proprie truppe. Altro utilizzo del fosforo bianco è la cortina fumogena, sfruttata per coprire la ritirata o impedire al nemico di avanzare, sebbene si tratti effettivamente di polveri sottili.
Nel gergo militare statunitense è conosciuto come Willy Pete (abbreviato anche in WP - White Phosphorus).

### Israele
Il fosforo bianco è stato usato nel 2006 da Israele contro obiettivi militari in Libano e nell'operazione Piombo fuso. In entrambi i casi l'uso della sostanza è stato prima negato, poi ammesso dalle forze militari israeliane, specificando però che l'uso rientrava nei metodi legittimi di impiego. Nell'operazione "Piombo Fuso", tuttavia, da video e articoli del Guardian e della CNN risulta che la popolazione civile è stata colpita dai bombardamenti, con danni ai civili che utilizzavano anche scuole, ospedali, asili e ospizi come rifugio; le forze israeliane, tuttavia, hanno bombardato anche strutture in cui erano presenti civili e bambini. A questo proposito, il Consiglio di Sicurezza delle Nazioni Unite ha avviato un'indagine anche in seguito alla distruzione della sede ONU tramite l'impiego di questo tipo di arma; l'indagine ha riportato che Israele ha effettivamente utilizzato missili a base di fosforo bianco.
Il fosforo bianco è stato usato anche durante gli attacchi di dicembre 2008 e gennaio 2009 nella Striscia di Gaza, come riscontrato dai ricercatori di Amnesty International: "Abbiamo visto strade e vicoli pieni di prove dell'uso del fosforo bianco, con alcuni grumi ancora fumanti e residui di ordigni" - ha dichiarato Cristopher Cobb-Smith, un esperto in armi che ha fatto parte della missione di Amnesty International. Tra le zone più colpite dal fosforo bianco vi è stata la sede dell'UNRWA, l'agenzia dell'ONU per i rifugiati a Città di Gaza, attaccata dalle forze israeliane il 15 gennaio. Sempre quel giorno, ordigni impregnati di fosforo bianco hanno colpito anche l'ospedale al-Quds di Gaza City, provocando un incendio che ha costretto lo staff sanitario a evacuare i pazienti.

### Stati Uniti d'America
L'utilizzo di tali ordigni durante alcune fasi della guerra in Iraq a Falluja da parte delle truppe USA su obiettivi civili è stato al centro di polemiche, scaturite nel novembre 2004 dal documentario ‘’Fallujah. La strage nascosta’ di Sigfrido Ranucci per RaiNews24.

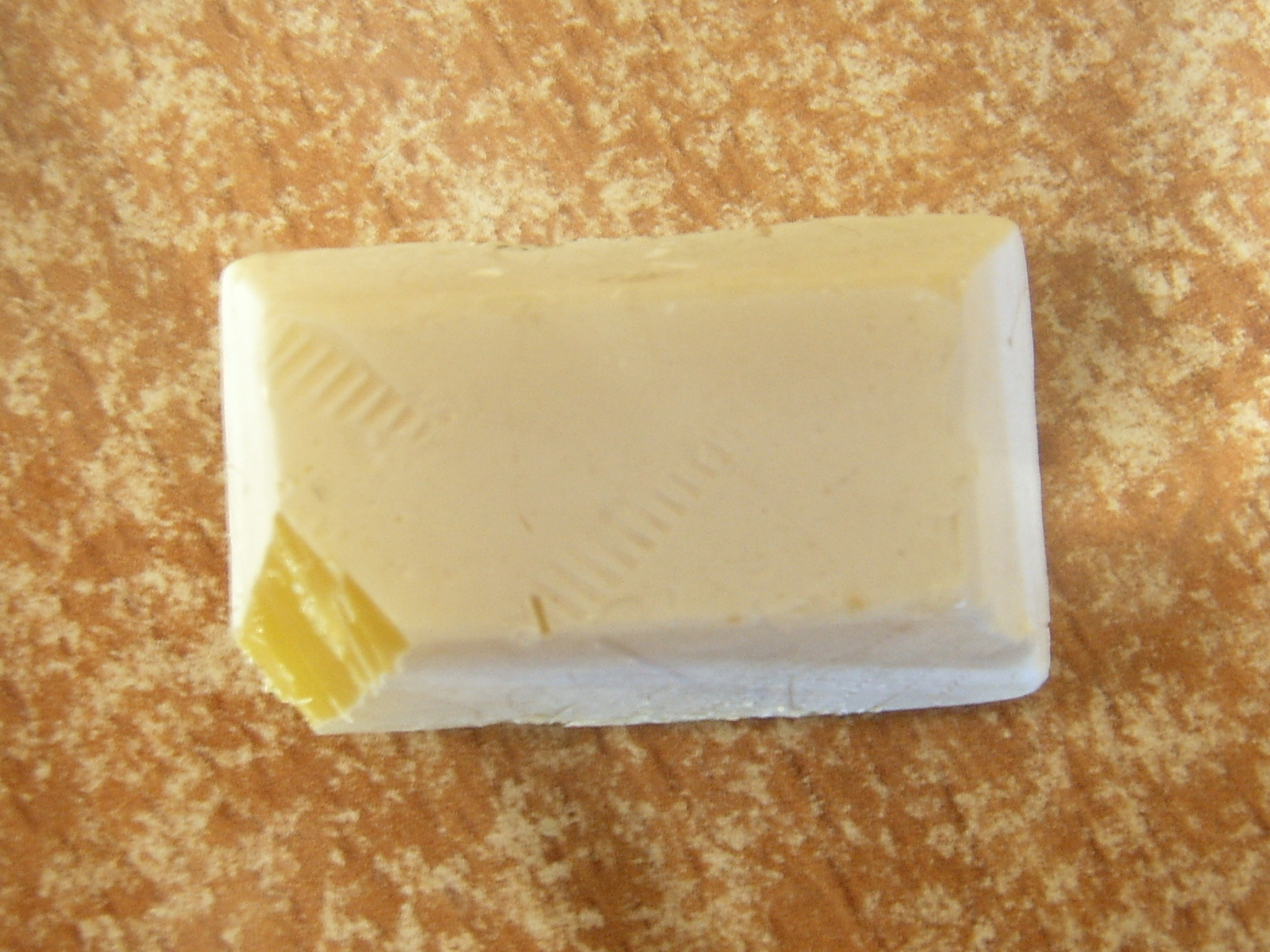
Aspetto del fosforo bianco

## Ferite da fosforo bianco

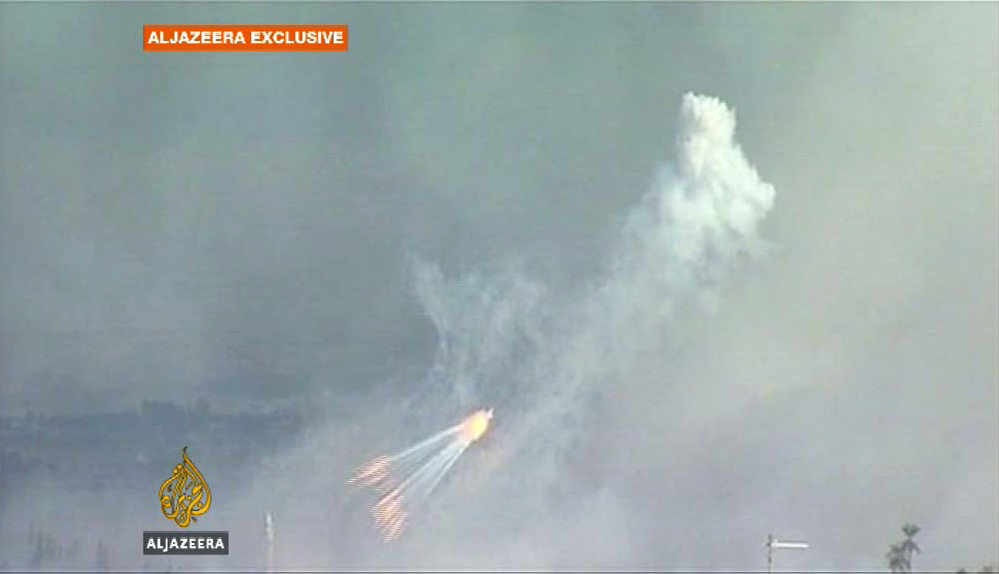
La Human Rights Watch e Amnesty International sostengono che le munizioni come queste, usate da Israele durante loperazione Piombo fuso nel 2009 siano a base di fosforo bianco.

Il fosforo bianco provoca ustioni gravissime ed estremamente dolorose. I tempi di reazione su un organismo vivente sono rapidissimi, nell'ordine di pochi secondi.
In caso di contatto con la pelle, l'ustione appare come necrosi di colore giallastro ed un odore caratteristico, simile all'aglio marcio. Le bruciature sono multiple, profonde e di dimensione variabile. Presentano escoriazioni e vesciche giallastre. Data l'alta solubilità lipidica, penetra rapidamente attraverso la pelle bruciando i tessuti sottostanti, spesso fino alle ossa. Tale reazione continua fino all'esaurimento del fosforo bianco dato che i tessuti organici sono molto ricchi di acqua e, quindi, di ossigeno.
Le parti più colpite sono, solitamente, le parti esposte: testa, mani e piedi. Il grado di severità delle ustioni è sempre il terzo.
In caso di contatto con gli occhi, i danni sono gravissimi e quasi sempre irreversibili.
Chi è colpito deve togliersi immediatamente gli indumenti riducendo al minimo ogni contatto con la pelle, oppure deve immergere gli indumenti in acqua per prevenire o estinguere l'incendio e successivamente rimuoverli. Bagnare abbondantemente la ferita con soluzione satura di bicarbonato di sodio in acqua fredda è un antidoto. L'immersione della parte da trattare in una bacinella piena di soluzione è il protocollo medico più efficace. Fondamentale è anche la rimozione di ogni residuo visibile di fosforo utilizzando pinzette o utensili medici adatti. L'uso delle mani nude per queste operazioni è, per ovvi motivi, deleterio.
Il fosforo bianco è smaltito in acqua o luogo ove possa bruciare in sicurezza. Le ustioni da fosforo bianco sono trattate con bende bagnate di soluzione salina e mantenute umide per prevenire un brusco innalzamento della temperatura locale e un possibile incendio.
Se le ferite sono molto estese, il rischio può essere fatale. Le persone colpite devono essere quindi monitorate con cura sotto il profilo termico.
Le bruciature da fosforo bianco, infine, sono molto pericolose anche per l'elevato grado di tossicità delle sostanze prodotte dalla combustione o degradazione come la fosfina. Tali prodotti possono provocare nel breve termine danni al fegato, cuore e reni.